# Witte Dorp (Rotterdam)
Het Witte Dorp is een woonwijk in Rotterdam, waar het onderdeel is van het stadsdeel Delfshaven.

## Beschrijving
Het Witte Dorp is een kleine wijk in het westen van Rotterdam, ingeklemd in een driehoek tussen de Tjalklaan en de Schiedamseweg, die bij elkaar komen op het Marconiplein, en de wijk Oud-Mathenesse. De Schiedamseweg is een dijk en ook de Tjalklaan ligt aanzienlijk hoger. Het Witte Dorp is een relatief rustige wijk. De huizen behoorden tot de categorie sociale huur, maar tegenwoordig worden vrijkomende woningen ook als koopwoningen aangeboden. Toch is deze op het eerste gezicht niet bijzonder opvallende wijk bekend en wel bij architecten en stedenbouwkundigen. De reden is de ontstaansgeschiedenis en het bijzondere ontwerp.

## Geschiedenis
In de dertiende eeuw behoorde dit gebied bij het ambacht Mathenesse.
Tot de jaren twintig van de twintigste eeuw lag er tussen Rotterdam en Schiedam een polder. Het eerste stukje werd in 1922 bebouwd. Architect J.J.P. Oud, die zichzelf bewezen had in zijn werk voor de wijk Spangen, ontwierp een soort nooddorp, bedoeld om achterstandsgezinnen een gezonde leefomgeving te bieden. Een vergelijkbaar project was de Kiefhoek in Rotterdam-Zuid. In een symmetrisch stratenplan kwamen kleine, witte arbeiderswoningen. Het geheel kreeg al snel de naam het Witte Dorp. Tien jaar later werd het resterende weiland tussen Rotterdam en Schiedam volgebouwd met de wijk Oud-Mathenesse.

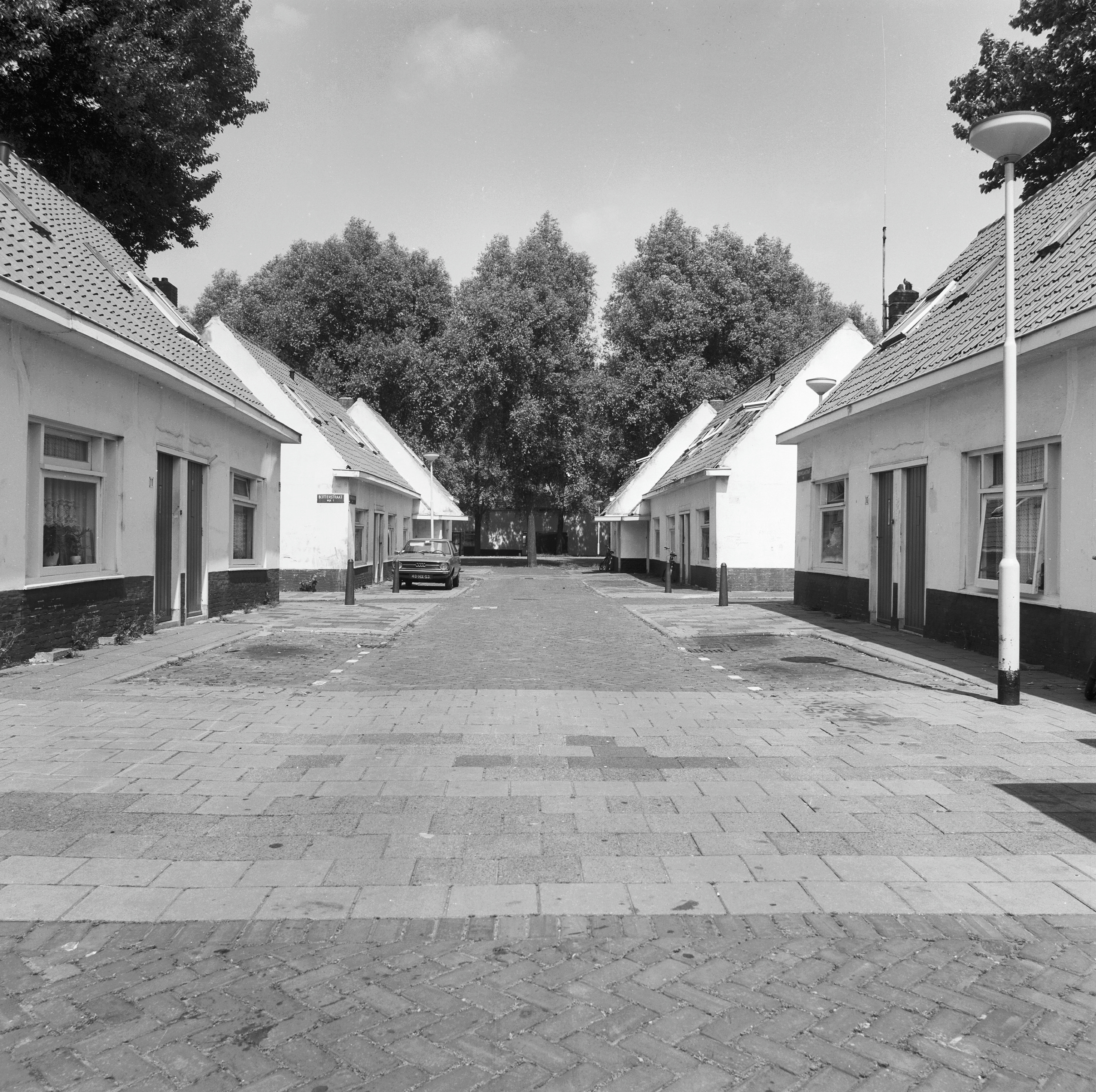
Straatbeeld in het oude Witte Dorp

Het Witte Dorp was bedoeld als een tijdelijke voorziening, maar de wijk bleef staan. Toen de gemeente rond 1985 aankondigde dat de inmiddels sterk verouderde huizen als nog gesloopt zouden worden, ontstond er een storm van protest. De bewoners hechtten sterk aan het aparte, dorpse karakter van de wijk. Aangezien de woningen al omstreeks de oorlogsjaren hun 'uiterste  houdbaarheidsdatum' gepasseerd waren, was de sloop uiteindelijk niet meer tegen te houden. Wel werd er grotendeels tegemoetgekomen aan de protesten door het stratenplan intact te laten en wederom kleine, betaalbare, witte huisjes neer te zetten. Het ontwerp van de huidige bebouwing is van architect Paul de Ley. Als eerbetoon aan architect Oud plaatste men in 1989 een replica van de directiekeet, à la De Stijl. De originele keet was in de Hongerwinter gesloopt om dienst te doen als brandhout.
Rotterdam Centrum ·
Rotterdam-Noord ·
Rotterdam-Oost ·
Rotterdam-West ·
Rotterdam-Zuid ·
110-Morgen ·
Afrikaanderwijk ·
Agniesebuurt ·
Bergpolder ·
Beverwaard ·
Blijdorp ·
Blijdorpse polder ·
Bloemhof ·
Boomgaardshoek ·
Bospolder-Tussendijken ·
CS-kwartier ·
Carnisserbuurt ·
Cool ·
Crooswijk ·
De Esch ·
De Veranda ·
Delfshaven ·
Delfshaven-Schiemond ·
Dijkzigt ·
Feijenoord ·
Gadering ·
Groenenhagen-Tuinenhoven ·
Groot-IJsselmonde ·
Heijplaat ·
Het Lage Land ·
Hillegersberg ·
Hillesluis ·
Homerusbuurt ·
Hordijkerveld ·
Kandelaar ·
Karl Marxbuurt ·
Katendrecht ·
Kiefhoek ·
Kleinpolder ·
Kleiwegkwartier ·
Kop van Zuid ·
Kralingen ·
Kralingse Veer ·
Kreekhuizen ·
Landzicht ·
Liskwartier ·
Lloydkwartier ·
Lombardijen ·
Meeuwenplaat ·
Middelland ·
Middengebied ·
Millinxbuurt ·
Molenlaankwartier ·
Molièrebuurt ·
Nesselande ·
Nieuw Engeland ·
Nieuw-Mathenesse ·
Nieuwe Westen ·
Nooddorp ·
Noordereiland ·
Ommoord ·
Oosterflank ·
Oud-Charlois ·
Oud-IJsselmonde ·
Oud-Mathenesse ·
Oude Noorden ·
Oude Westen ·
Oudeland ·
Overschie ·
Pendrecht ·
Prinsenland ·
Provenierswijk ·
Reyeroord ·
Rubroek ·
Sagenbuurt ·
Scheepvaartkwartier ·
Schiebroek ·
Schiemond ·
's-Gravenland ·
Smeetsland ·
Spaanse Polder ·
Spangen ·
Sportdorp ·
Stadsdriehoek ·
Struisenburg ·
Tarwewijk ·
Terbregge ·
Tussenwater ·
Varenbuurt ·
Vondelingenplaat ·
Vreewijk ·
Waalhaven ·
Westpunt ·
Wielewaal ·
Witte Dorp ·
Zalmplaat ·
Zenobuurt ·
Zestienhoven ·
Zevenkamp ·
Zomerland ·
Zuidwijk